# Christopher Monck, 2. Duke of Albemarle

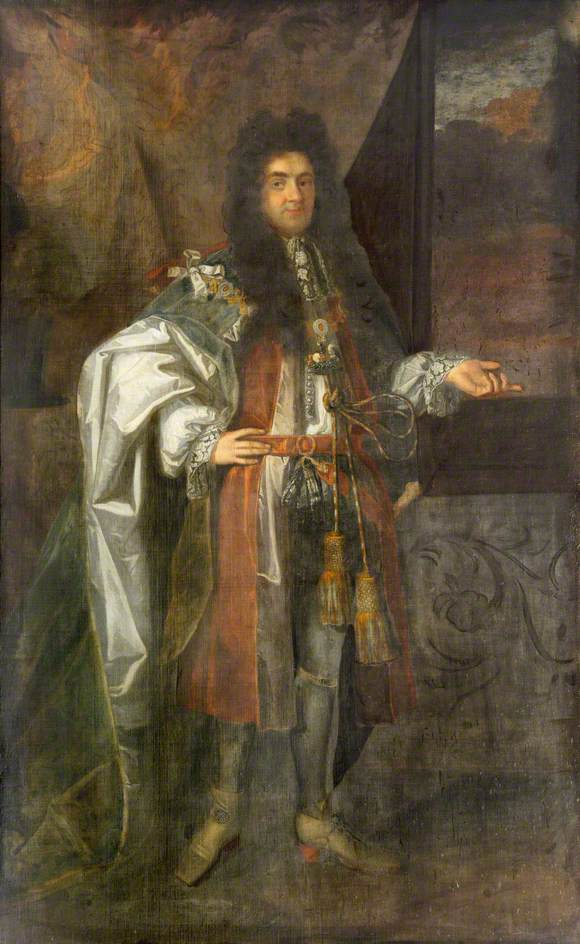
Christopher Monck, 2. Duke of Albermarle, Porträt eines unbekannten Künstlers in der Sammlung des Trinity College, Cambridge

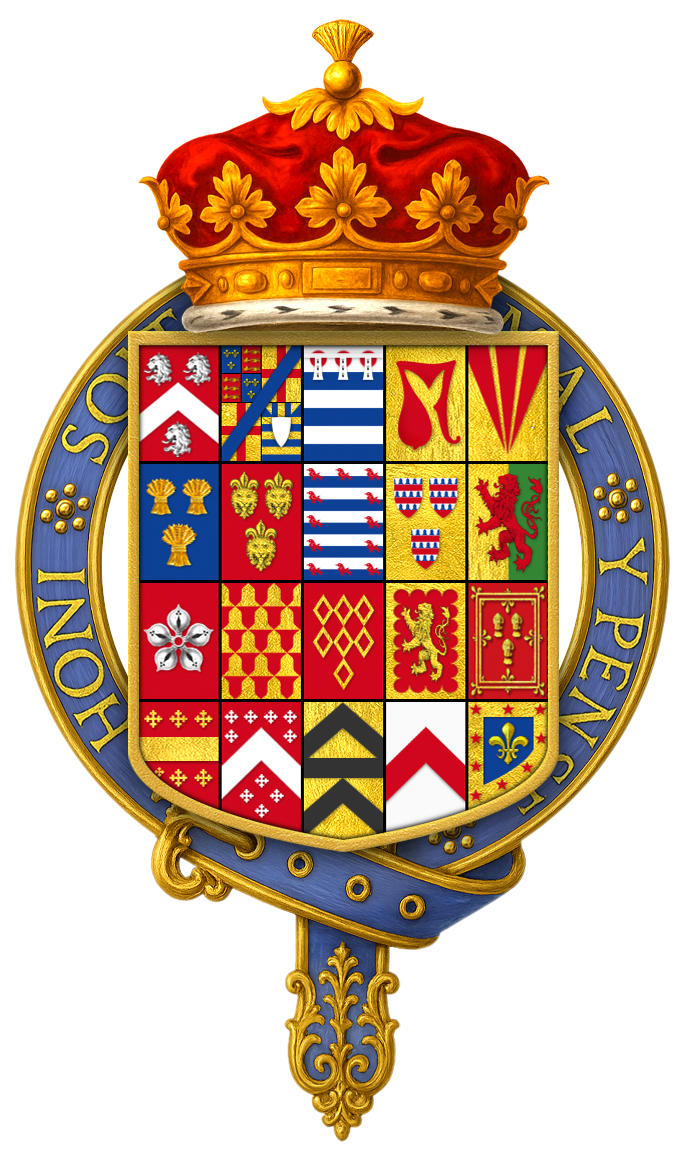
Wappen des Christopher Monck, 2. Duke of Albemarle

Christopher Monck, 2. Duke of Albemarle (* 14. August 1653; † 6. Oktober 1688 in Jamaika) war ein englischer Peer, Politiker, Offizier und Kolonialverwalter.

## Leben

### Familie und Herkunft
Christopher Monck war der Sohn von George Monck, 1. Duke of Albemarle, und dessen Ehefrau Anne Clarges. Seine Mutter war die Tochter des Londoner Hufschmieds John Clarges und Witwe von Thomas Radford, einem Hutmacher im New Exchange. Sie konnte nie beweisen, dass ihr erster Ehemann bereits gestorben war, als sie ihren Sohn Christopher zur Welt brachte, was dessen Legitimität infrage stellte. Sein Vater wurde 1660 als Dank für seine Unterstützung der Stuart-Restauration von König Karl II. als Duke of Albemarle geadelt, woraufhin Christopher Monck als dessen Heir apparent fortan den Höflichkeitstitel Earl of Torrington führte.
Christopher Monck wurde zunächst privat unterrichtet, 1662 wurde er zu einer juristischen Ausbildung im Gray’s Inn aufgenommen.

### Karriere
Im Alter von 12 Jahren erhielt Monck 1666 den Dienstposten als Captain eines Infanterieregiments der Englischen Armee. Im Folgejahr ging er in die Politik, da er im Januar 1667 zum Abgeordneten des House of Commons für das County Devon gewählt worden war. Mit dem Tod seines Vaters 1670 erbte Monck dessen Adelstitel, als 2. Duke of Albemarle, 2. Earl of Torrington, 2. Baron Monck, 2. Baron Beauchamp und 2. Baron Teyes. Aufgrund der Titel zog ins House of Lords ein und schied dazu aus dem House of Commons aus. Zudem wurde er 1671 als Knight Companion in den Hosenbandorden und 1675 ins Privy Council aufgenommen. 1673 erhielt er das Hofamt eines Gentleman of the Bedchamber und von 1675 bis 1685 amtierte er zudem als Lord Lieutenant von Devon und Essex.
Im Jahr 1673 stellte er als Colonel ein Regiment als Teil der Blackheath-Armee unter Marschall Schomberg auf. Es sollte im Krieg gegen die Niederländische Republik eingesetzt werden, wurde aber 1674 nach dem Vertrag von Westminster aufgelöst, bevor es zum Einsatz kam. Von 1678 amtierte er als Colonel des Queen’s Regiment of Horse und von 1679 bis 1685 als Colonel des 1st (His Majesty’s Own) Troop of Horse Guards.
Am 6. Januar 1681 arrangierte Monck einen Boxkampf zwischen seinem Butler und seinem Metzger. Dies war der erste aufgezeichnete Boxkampf in England. Der Metzger gewann den Kampf.
Von 1682 bis zu seinem Tod war Monck Kanzler der Universität Cambridge. 1685 legte er seine Ämter als Lord Lieutenant nieder, um gegen die Monmouth-Rebellion zu kämpfen, war als militärischer Führer jedoch weitgehend erfolglos. Im Jahr 1686 beteiligte sich Monck maßgeblich an einer von William Phips geleiteten Schatzsuchexpedition, die im Februar 1687 das Wrack des spanischen Schatzschiffs Nuestra Señora de la Concepción geortet hatte. Phips kehrte mit einem Schatz im Wert von mehr als 200.000 Pfund nach London zurück, von dem Monck einen Anteil von 25 Prozent erhielt. Nach einigen weiteren kleineren Ämtern wurde Monck 1687 zum Generalgouverneur von Jamaika ernannt.
Christopher Monck starb am 6. Oktober 1688 mit 35 Jahren in Jamaika. Er wurde am 4. Juli 1689 in Westminster Abbey beigesetzt. Da er keine Nachkommen hinterließ, erloschen seine Titel mit seinem Tod.

### Ehe
Am 30. Dezember 1669, kurz vor dem Tod seines Vaters, heiratete Christopher Monck Elizabeth Cavendish, die älteste Tochter von Henry Cavendish, 2. Duke of Newcastle. Seine Frau brachte einen Sohn zur Welt, der jedoch kurz nach der Geburt starb. Der Ehe entstammten keine überlebenden Kinder. Nach Moncks Tod heiratete Elizabeth Cavendish in zweiter Ehe Ralph Montagu, 1. Duke of Montagu.

## Nachleben
1684 benannte William Cowley die größte der Galapagosinseln Christopher Monck zu Ehren Duke of Albemarle’s Island oder Albemarle Island. Heute ist die Insel jedoch als Isabela bekannt.